# Wilgenbundelzwam
De Wilgenbundelzwam (Pholiota cerifera) is een schimmel die behoort tot de familie Strophariaceae. Hij komt voor bij wilg.

## Kenmerken
De sporen zijn breed ellipsoïde met een dikke bruine wand, met een duidelijke kiemopening van 1,5-1,8 µm breed en meten (8-)8,3-9,2(-9,8) x 5,8-6.1(-6,4) micron. Er zijn geen basidia aanwezig, maar wel basidioles die cilindrisch tot smal knotsvormig zijn. Chrysocystidia zijn overvloedig aanwezig en variëren van smal knotsvormig tot knotsvormig, soms met een kleine refractieve insluitsel dat geel tot geelroestig kleurt in oplossingen van KOH of NH4OH. Cheilocystidia zijn nauwelijks zichtbaar en hebben de vorm van knotsen tot breed knotsen. De velumhyfen zijn flexibel en bestaan uit cilindrische tot smal fusiforme cellen. De hoed heeft een licht gelatineuze cutis, bestaande uit twee lagen: de bovenste laag heeft dicht op elkaar gerangschikte hyfen die geelbruin gekorreld zijn, terwijl de onderste laag bestaat uit dicht op elkaar gerangschikte hyaliene hyfen. Het contextweefsel van de pileus bestaat uit verweven hyaline of licht geelbruin gekorrelde hyfen. De steel heeft een cutis van dicht op elkaar gerangschikte parallelle hyfen en het contextweefsel van de steel bestaat uit dicht op elkaar gerangschikte parallelle hyfen met gespen in alle weefsels.

## Verspreiding
In Nederland komt de wilgenbundelzwam uiterst zeldzaam voor.